# 3158 Anga
3158 Anga eller 1976 SU2 är en asteroid i huvudbältet som upptäcktes den 24 september 1976 av den rysk-sovjetiske astronomen Nikolaj Tjernych vid Krims astrofysiska observatorium på Krim. Den har fått sitt namn efter en by i Sibirien.
Asteroiden har en diameter på ungefär 7 kilometer och den tillhör asteroidgruppen Maria.